# SpaceDev Dream Chaser
El Dream Chaser (Cazador de sueños) es una nave espacial reutilizable anunciada en 2006 por la empresa SpaceDev y basada en el vehículo HL-20. El Dream Chaser puede llevar hasta 7 tripulantes desde y hasta una órbita terrestre baja (LEO). El vehículo se lanzaría verticalmente en un New Glenn o un Vulcan en su versión de carga y aterrizaría horizontalmente en pistas convencionales de manera autónoma.

## Diseño
El Dream Chaser es una nave espacial reutilizable diseñada para llevar hasta siete personas y/o carga a destinos orbitales como la Estación Espacial Internacional. Tendría un sistema de escape para el lanzamiento y podría volar de forma autónoma si fuera necesario. El vehículo sería capaz de volver desde el espacio planeando (típicamente experimentando menos de 1,5 g de reingreso) y aterrizando en cualquier pista estándar de un aeropuerto que controla el tráfico aéreo comercial.

## Historia

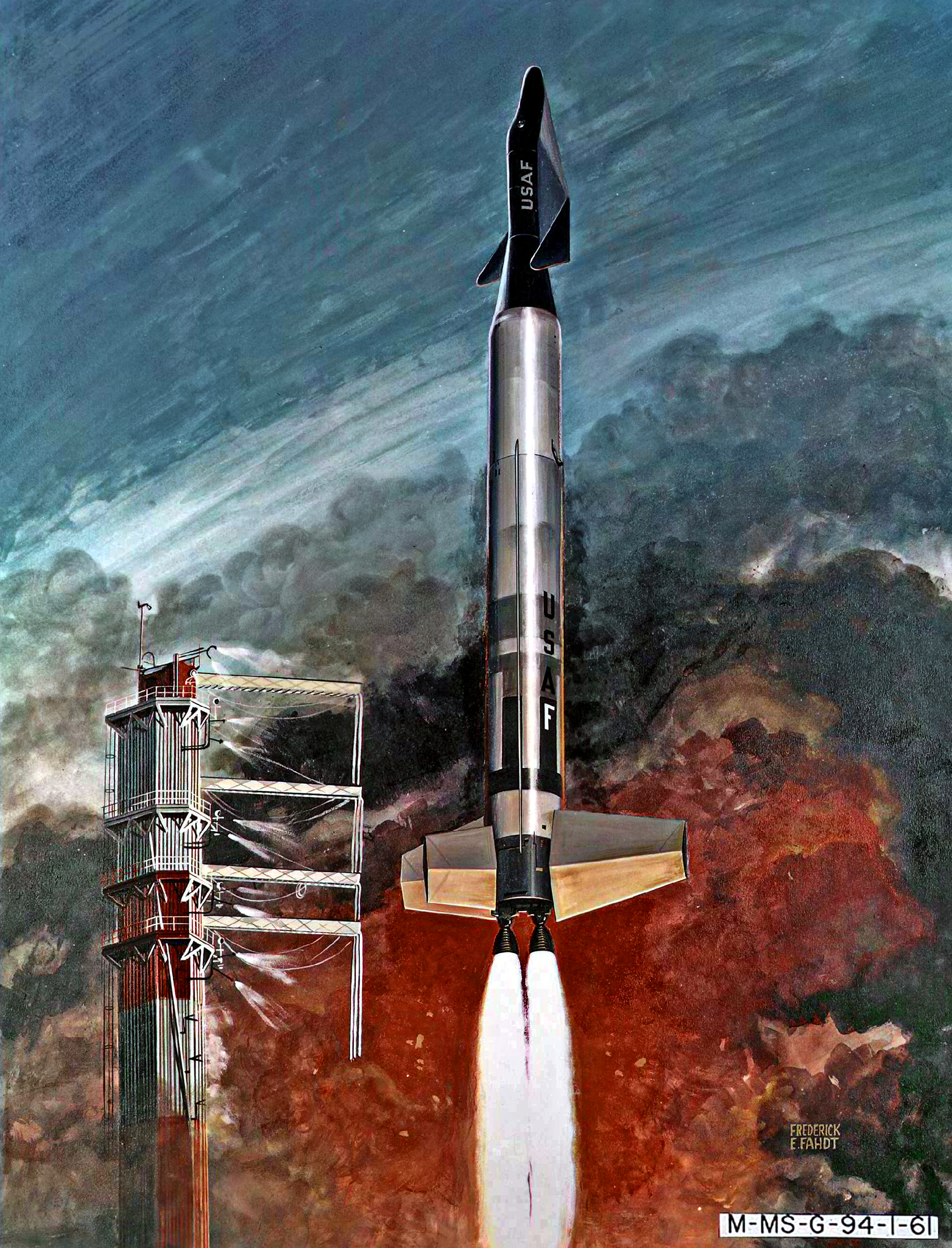
Representación artística del X-20 Dyna-Soar lanzado mediante un cohete Titan.

Los antecedentes históricos de la Dream Chaser se remontan a más de 50 años en los EE. UU.; con el X-20 Dyna-Soar del año 1957, el Northrop M2-F2 y el Martin Marietta X-23 PRIME ambos de los años 1960. Su diseño deriva del fuselaje sustentador HL 20 de la NASA, de diseño muy similar al soviético BOR-4 de los años 80.
El 24 de junio de 2011 SNC (Sierra Nevada Corporation) anunció que había logrado dos hitos fundamentales para el programa de la NASA CCDev. El primero era un requisito de revisión de sistemas (SRR), donde SNC validó sus requisitos sobre la base de proyectos de la NASA. El SRR se completó con éxito el 1 de junio de 2011 con la participación de socios de la industria de la NASA y SNC. El segundo hito fue una revisión de la mejora de la forma de la aleta de perfil aerodinámico para ayudar al control del Dream Chaser a través de la atmósfera, esto se logró gracias a pruebas en un túnel de viento.
En los años 2012 y 2013 el Dream Chaser efectúo pruebas de aproximación y aterrizaje.
Sin embargo en el 2014 la NASA seleccionó como ganadores del concurso CCDev a la Boeing CST-100 Starliner y a la SpaceX Dragon V2, dejando fuera de competencia a la empresa SNC.

## Dream Chaser Cargo System
El 7 de octubre de 2015 SNC presentó una versión exclusiva de carga del Dream Chaser, que sería capaz de ir al espacio mediante un Atlas V o un Ariane 5. Con una porción de carga expandible, que contiene los paneles solares, la versión de carga de la nave espacial será capaz de regresar a la Tierra 5000 kg de carga sometida a fuerzas de reentrada de 1,5 G.
En enero de 2016 la Dream Chaser Cargo System fue seleccionada, junto a la SpaceX Dragon y a la Orbital ATK Cygnus para llevar cargas a la Estación Espacial Internacional.

## Especificaciones
- Tripulación: 6
- Longitud: 9 m
- Diámetro máximo: 7 m
- Envergadura: 7 m
- Volumen habitable: 16 m³
- Masa: 9000 kg